# Christine Ladd-Franklin

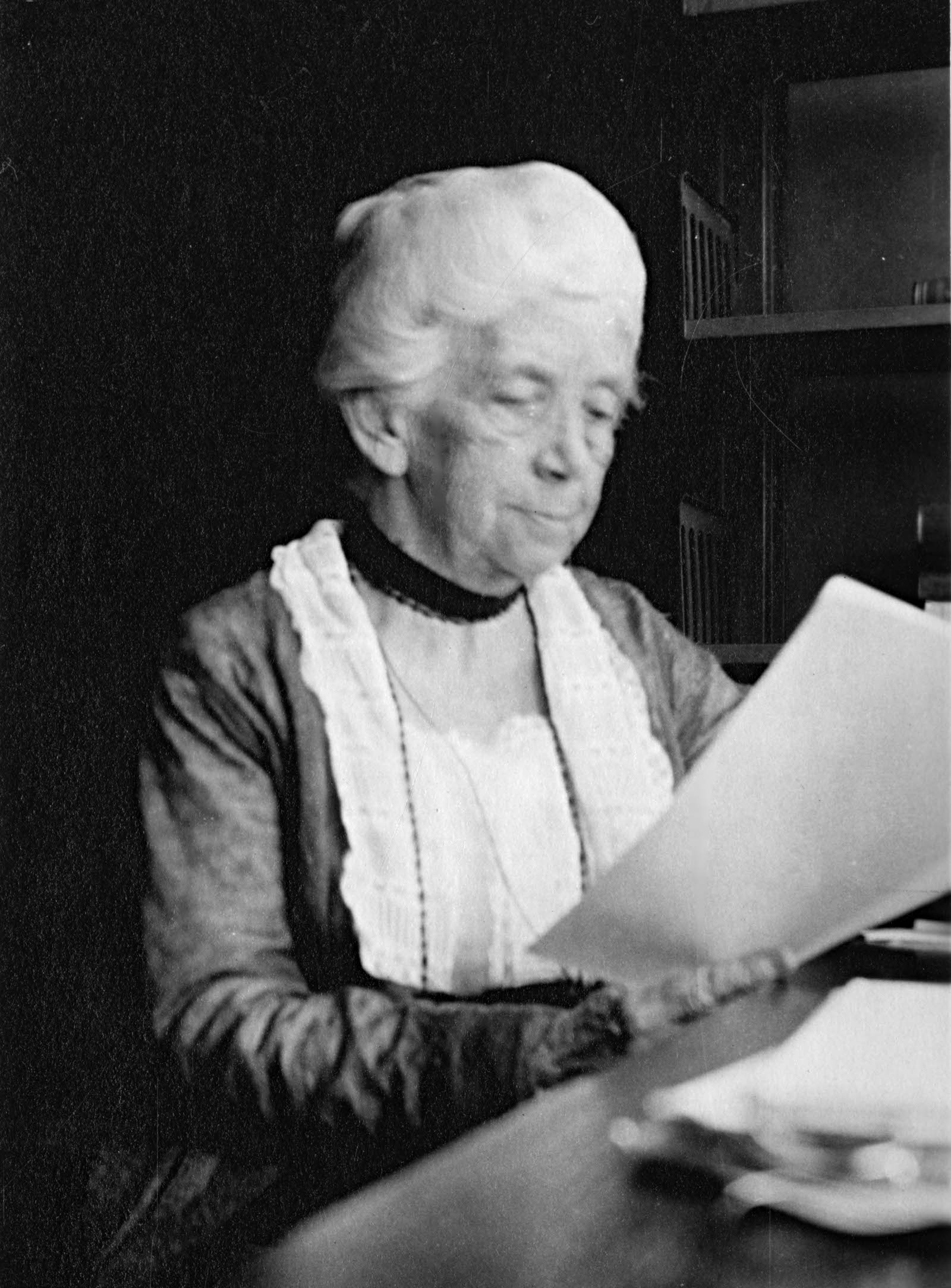
Christine Ladd-Franklin

Christine Ladd-Franklin (* 1. Dezember 1847 in Windsor (Connecticut); † 5. März 1930 in New York City) war eine US-amerikanische Mathematikerin (Logik) und Psychologin. Sie gilt als erste Frau, die in den USA alle notwendigen formalen Voraussetzungen für eine Promotion in Mathematik erlangte (1883), obwohl ihre Promotion formal erst 1926, 43 Jahre später, anerkannt wurde.

## Wissenschaftlicher Werdegang

### Ausbildung
Ladd-Franklin studierte Sprachen und Physik am Vassar College, wo sie 1869 ihren Abschluss machte. Danach arbeitete sie, da sie in der Physik damals keine Karriere machen konnte, als Mathematiklehrerin in Pennsylvania und New York und veröffentlichte gleichzeitig mathematische Arbeiten zum Beispiel in der britischen Educational Times und in The Analyst. Außerdem nahm sie Privatunterricht in Harvard bei den Mathematikern William Elwood Byerly und James Mills Peirce. 1878 konnte sie dank der Fürsprache von James Joseph Sylvester, der ihre Aufsätze kannte, an der Johns Hopkins University im Graduate Program (also mit dem Ziel der Promotion) studieren. 1883 schloss sie ihr Studium mit einer Doktorarbeit in Logik bei Charles Sanders Peirce ab. Ihr formales Doktordiplom erhielt sie allerdings erst 1926, da Frauen damals an der Johns Hopkins nicht promovieren konnten. Auch in der Fellow Liste der Universität wurde sie nur gesondert geführt, obwohl sie ein Fellow-Stipendium erhalten hatte. Ihre Dissertation The Algebra of Logic wurde von Peirce in den Studies in Logic 1883 veröffentlicht.

### Wissenschaftliche Tätigkeit
Neben Richard Mark Baldwin war Ladd-Franklin Mitherausgeberin von dessen Dictionary of Philosophy und Psychology (1901 bis 1905), wo sie unter dem Kürzel C. L. F. Beiträge schrieb. Sie versuchte lange vergeblich an der Johns Hopkins Vorlesungen halten zu können, was ihr nur 1904 bis 1909 erlaubt wurde. 1895 gab ihr Mann seine Professorenkarriere auf und wurde Journalist. Das Paar zog 1910 nach New York City, als er dort Mitherausgeber der New York Evening Post wurde. Ladd-Franklin veröffentlichte weiter besonders zu ihrer Farbwahrnehmungstheorie und hielt Vorlesungen zum Beispiel 1912–1913 an der Columbia University, 1913 an der Harvard University und 1914 an der University of Chicago. Es gelang ihr jedoch nicht, eine dauerhafte akademische Position zu erhalten. Sie trug aber auf nationalen und internationalen psychologischen und philosophischen Kongressen vor, so beispielsweise 1908 am III. Internationalen Philosophenkongress in Heidelberg, wo sie als eine von vier Frauen neben der Schweizerin Anna Tumarkin, der Französin Clarisse Coignet und der Engländerin Constance Jones einen öffentlichen Vortrag hielt.

#### Beiträge zur Logik
Christine Ladd-Franklin beschäftigte sich in ihrer Dissertation mit der Reduktion von Syllogismen in der klassischen Aristotelischen Logik und gab eine Methode an, die Gültigkeit auch komplizierter Syllogismen festzustellen. Ihre Methode bezeichnete sie als Inconsistent Triad oder Antilogismus. Die Triade besteht aus den Prämissen des Syllogismus und dessen negierter Schlussfolgerung (Konklusio). Je zwei Elemente der Triade schließen das dritte aus.

#### Physiologische Optik
Sie veröffentlichte kurz vor ihrem Tod ein Buch, in dem sie ihre Aufsätze über Farbwahrnehmung sammelte (Color and Color Theories, Routledge 1929). Mit der Theorie des Sehens befasste sie sich schon seit 1886. Auf einer Europareise 1891/1892, im Rahmen des Sabbatjahres ihres Mannes, forschte sie im Labor von Georg Elias Müller an der Universität Göttingen. Damals waren dort keine Frauen zugelassen, sie holte sich ein gesondertes Einverständnis von Müller und hörte bei ihm privat. Danach ging sie nach Berlin, wo sie im Labor von Hermann von Helmholtz forschte und bei Arthur König hörte, die beide eine Dreifarbentheorie der Farbwahrnehmung vertraten, im Gegensatz zu Müller mit seiner Theorie entgegengesetzter Farben. Franklin-Ladd entwickelte eine eigene Theorie, in die sie Teile der Theorien von Helmholtz, König und Müller inkorporierte. Ihre Theorie ging von einer Evolution von Schwarz-Weiß zu Blau-Gelb zu Rot-Grün im Lauf der Evolution aus. Sie stellte ihre Theorie 1892 auf dem International Congress of Psychology in London vor.
Eine ihrer Arbeiten zur physiologischen Optik ist dem Blue Arc Phenomenon gewidmet. Für die englische Ausgabe des Handbuchs der Physiologischen Optik von Helmholtz schrieb sie 1924 einen Nachtrag.

## Privatleben und Aktivitäten zum Frauenrecht
Seit August 1882 war sie mit dem Mathematikprofessor Fabian Franklin (1853–1939) verheiratet, mit dem sie eine Tochter, Margaret, hatte, die später eine bedeutende Rolle in der Suffragetten-Bewegung spielte. Auch die Mutter von Ladd-Franklin und eine Tante, Juliet Niles, die auch Ladd-Franklins Studium finanzierte, waren Frauenrechtlerinnen und Franklin-Ladd setzte sich zeitlebens für Zulassung und Förderung von Frauen an Universitäten und im Wissenschaftsbetrieb ein. Zum Beispiel forderte sie den Psychologen Edward Bradford Titchener auf, Frauen im Allgemeinen und sie selbst im Speziellen in seinem damals führenden Seminar für Experimentelle Psychologie vortragen zu lassen. Seine Erklärung, dort würde viel geraucht, ließ sie nicht gelten und meinte, sie würde sogar selbst in Gesellschaft rauchen. Sie war auch mit verantwortlich für die Etablierung mehrerer Stipendien speziell für Frauen.
1887 erhielt sie einen Ehren-Grad LL. D. des Vassar College.